# Totenhaus von Tesperhude
Koordinaten: 53° 24′ 16,08″ N, 10° 27′ 27,09″ O

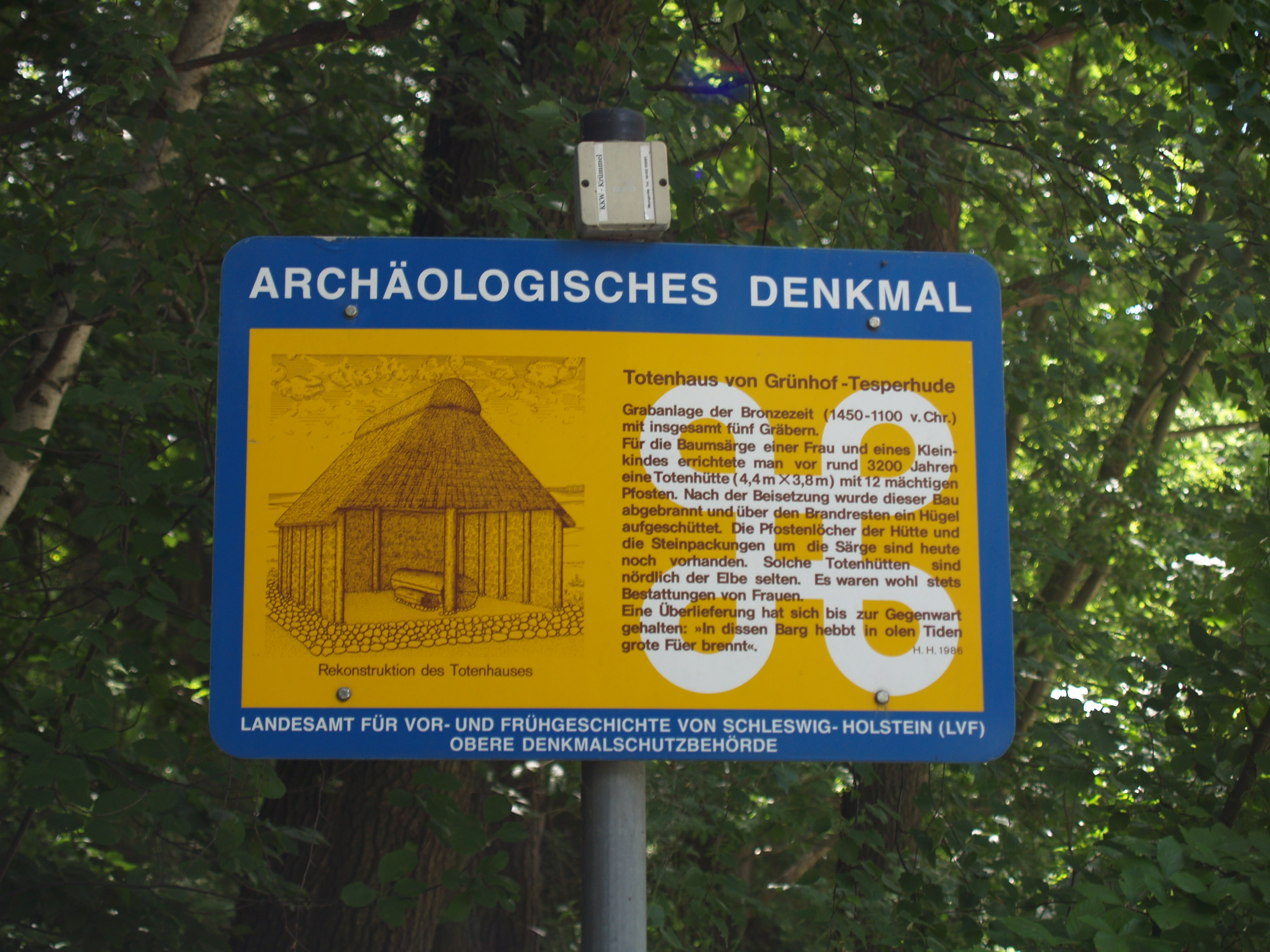
Hinweistafel

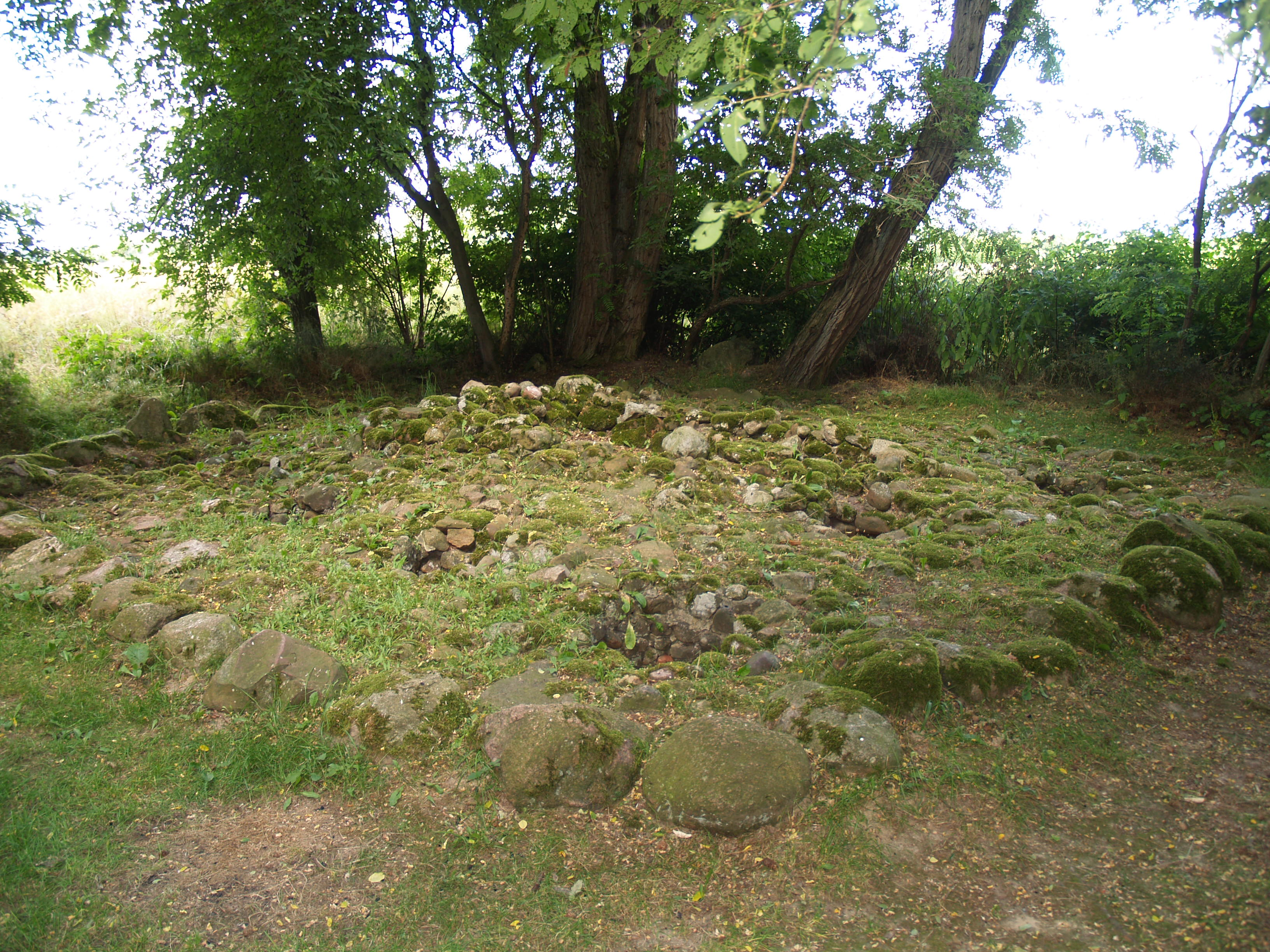
Ehemaliger Standort des Totenhauses

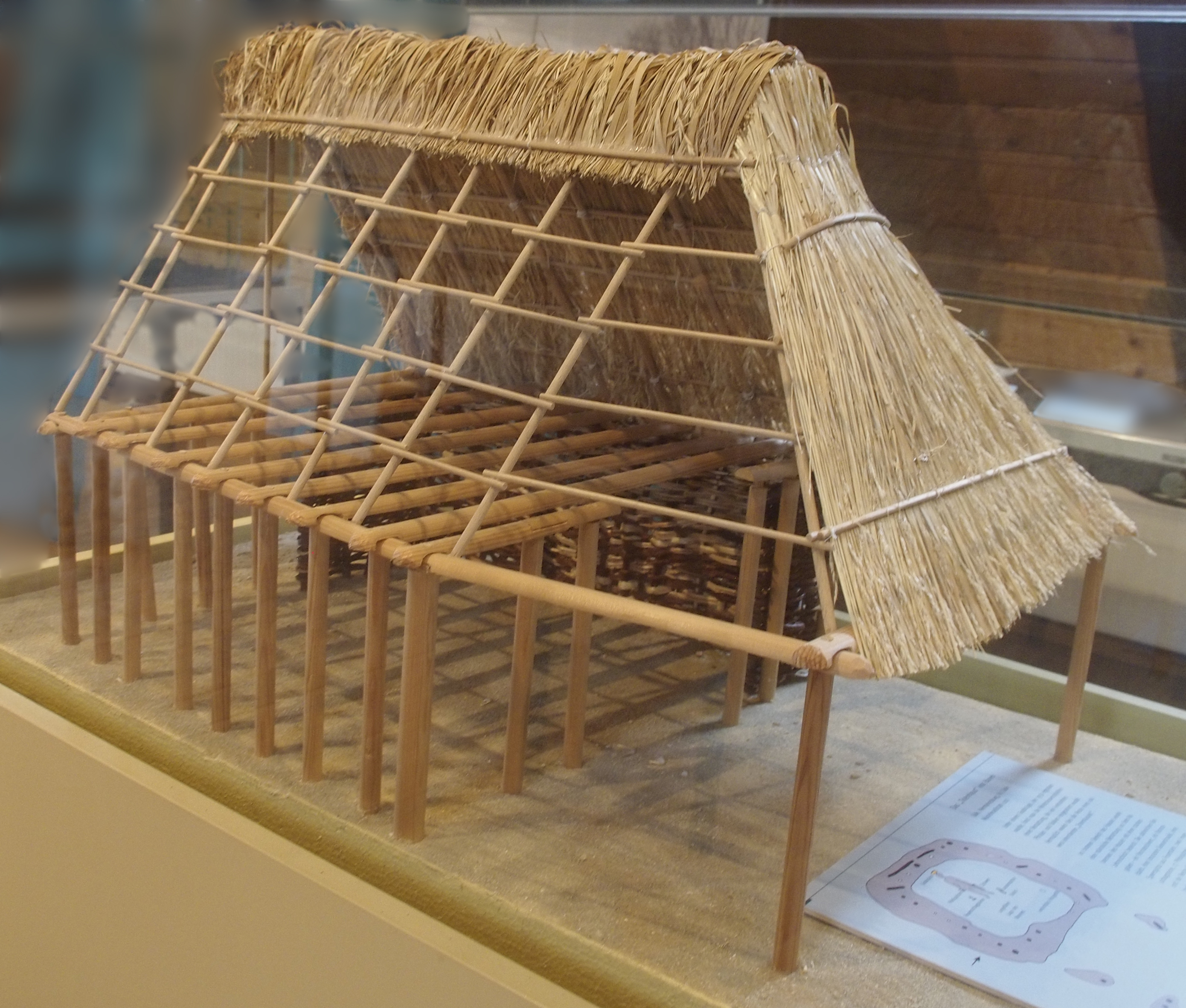
Modell eines Totenhauses im Heimatmuseum Römstedthaus Bergen

Das Totenhaus von Grünhof-Tesperhude (nicht zu verwechseln mit den älteren Totenhütten) ist ein Grabmal aus der mittleren Bronzezeit um 1200 v. Chr. Es liegt nahe den namensgebenden Geesthachter Stadtteilen Grünhof und Tesperhude im Kreis Herzogtum Lauenburg in Schleswig-Holstein.
Es wurde im Frühjahr 1932 entdeckt und 1933 unter der Leitung von Karl Kersten (1909–1992) ausgegraben. Bei der Abtragung des unmittelbar an der Elbe gelegenen Grabhügels stießen die Ausgräber auf eine rechteckige, mit Pfostenlöchern versehene Steinpackung mit zwei Grabmulden, worin die Baumsärge standen, in denen eine junge Frau und ein zweijähriges Kind bestattet worden waren. Die Baumsärge und das über der Steinpackung errichtete hölzerne, lehmverputzte Totenhaus, an der Giebelseite etwa 3,60 m breit, waren bei der Bestattungsfeier verbrannt worden. Anschließend war über die Brandreste ein Erdhügel aufgeschüttet worden.
Die Erbauer des Totenhauses von Grünhof-Tesperhude standen unter dem Einfluss der Lüneburger Gruppe, die bereits in der älteren Bronzezeit von etwa 1500 bis 1200 v. Chr. existiert hatte, sich von der Lüneburger Heide über die Weser hinweg bis zur Wildeshausener Geest erstreckt hatte und deren nachfolgende zentrale Lüneburger Gruppe später noch in der mittleren Bronzezeit von etwa 1200 bis 1100 v. Chr. in der Ilmenaugegend und in Teilen der Nordheide (Nordwesten der Lüneburger Heide) verbreitet war.
Ortsansässige, die unmittelbar vor der Ausgrabung 1932 befragt worden waren, berichteten von einer Sage um den Hügel, wonach dort in alten Zeiten große Feuer gebrannt hätten: „In dissen Barg liggt een Scheiterhupen. Door hebbt in olen Tiden grote Füer brennt.“ (Niederdeutsch für „In diesem Berg liegt ein Scheiterhaufen. Da haben in alten Zeiten große Feuer gebrannt.“) Die inhaltliche Übereinstimmung dieser Sage mit dem archäologischen Befund gilt als Beleg, dass sich diese Kunde rund 3200 Jahre mündlich überliefert hat.

## Totenhäuser in Norddeutschland
Totenhäuser (nicht zu verwechseln mit Totenhütten) sind eine seltene Form des bronzezeitlichen Grabbaus, die in Norddeutschland zwei Verbreitungsschwerpunkte aufweist. Die älterbronzezeitlichen Befunde stammen vornehmlich aus dem Niederelbegebiet. Hier wurden Pfostenbauten errichtet, die anschließend 
abgebrannt, mit Steinen abgedeckt und überhügelt wurden. Meist enthielten sie das Grab einer Frau, seltener die Doppelbestattung von Frauen mit einem Kind.
Jungbronzezeitliche Totenhäuser sind fast nur (außer Totenhaus von Hermannsburg) in Mecklenburg-Vorpommern und im nordöstlichen Brandenburg belegt. Es handelt sich um hallenartige Bauten, die rechteckige Steinpflaster mit einer oder mehreren Bestattungen überdecken. Sie weisen keine Anzeichen für ein Abbrennen oder eine Überhügelung auf.